# Рождённый дважды
«Рождённый дважды» (итал. Venuto al mondo) — кинофильм режиссёра Серджо Кастеллитто, вышедший на экраны в 2012 году. Экранизация одноимённого романа Маргарет Мадзантини.

## Сюжет
Итальянка Джемма по приглашению своего старого друга Гойко приезжает в Сараево вместе с сыном-подростком Пьетро. Всё напоминает ей здесь о прошлом. Она вспоминает, как в 1984 году, во время Олимпийских игр, познакомилась здесь с Гойко и с американским фотографом Диего, который позже стал её мужем. Однако их любовь была поставлена под удар из-за невозможности иметь детей: Джемма оказалась бесплодной, а получить разрешение на усыновление им не удалось. Семья оказывается на грани распада. Во время одного из визитов в Сараево возникает новый план: женщина по имени Аска должна родить ребёнка от Диего и передать малыша Джемме. В это время в Боснии начинается гражданская война.

## В ролях
- Пенелопа Крус — Джемма
- Эмиль Хирш — Диего
- Аднан Хаскович — Гойко
- Саадет Аксой — Аска
- Пьетро Кастеллитто[англ.] — Пьетро
- Мира Фурлан — Велида
- Джейн Биркин — психолог
- Серджо Кастеллитто — Джулиано
- Бранко Джурич — доктор
- Изабель Адриани — журналистка
- Луна Мийович — Данка

## Награды и номинации
- 2012 — участие в конкурсной программе кинофестиваля в Сан-Себастьяне.
- 2013 — две номинации на премию «Давид ди Донателло»: лучшая песня (Артуро Аннеккино за песню «Twice Born») и «Молодёжный Давид» (Серджо Кастеллитто).
- 2013 — номинация на премию «Гойя» за лучшую женскую роль (Пенелопа Крус).
- 2013 — две номинации на премию «Серебряная лента» Итальянского национального синдиката киножурналистов: лучшая работа художника (Франческо Фриджери) и лучший звук (Маурицио Арджентиери).